# Станіслав Миколай Коссаковський
Станіслав (Владислав) Миколай Коссако́вський (пол. Władysław Mikołaj Kossakowski; д/н — 1706) — державний і військовий діяч, урядник Речі Посполитої.

## Життєпис
Походив з польського шляхетського роду Коссаковських гербу Сліповрон. Син МиколаяКазимираКоссаковського, брацлавського підсудка, та його другої дружини Софії Чурило.
1672 року призначено Жидачівським мечником. 1673 року обирається каптуровим суддею Львівської землі. У 1677 року стає львівським чашником.
1683 і 1688 роках обирається депутатом від Подільського воєводства на ординарний сейм Речі Посполитої. 1696 року призначено заступником очільника роти королівської козацької корогви. 1697 року стає київським каштеляном (суто номінально), але це дозволило увійти до Сенату. Помер 1706 року.